# Liste de personnalités liées à Valenciennes
Liste de personnes célèbres nées ou ayant vécu à Valenciennes.

## Personnalités politiques ou militaires de l'ancien régime
- Baudouin VI de Hainaut, empereur latin de Constantinople
- Henri Ier de Constantinople, empereur latin de Constantinople
- Henri VII du Saint-Empire (1278-1313)
- Philippa de Hainaut, (1311-1369)  reine d'Angleterre
- Le Général Charles Ier de Lannoy (1481-1527), généralissime des armées impériales à Pavie, vice-roi de Naples, conseiller de Charles Quint
- Philippe III de Croÿ (1526-1595) 3e duc d'Aerschot
- Emmanuel de Lalaing (1557-1590)
- Philippe II de Lalaing (†1582)

## Gouvernants, hommes politiques
- Pierre Élisabeth Denis de Barrau (1737-1792), homme politique né à Valenciennes, député de la noblesse aux États généraux de 1789 pour le Comminges.
- François-Joseph Benoist (1756-1833), député du Nord, maire de Valenciennes.

- Auguste Prouveur de Pont de Grouard (1759-1843), administrateur, député, sous-préfet de Cambrai, préfet de l'Indre, préfet de la Vienne

- Henri Wallon (1812-1904), historien et homme politique français
- Pierre Marmottan (1832-1914), député de la Seine
- Alexis Louis Trinquet (1835-1882), membre du Conseil de la Commune de Paris
- Charles Thellier de Poncheville (1842-1915), député, brillant orateur
- Émile Basly (1854-1928), syndicaliste
- Pierre Carous (1913-1990), sénateur, maire de Valenciennes
- Jean-Louis Borloo (1951-), ministre de l'Emploi et de la Cohésion Sociale dans les gouvernements Raffarin et de Villepin, sous la présidence de Jacques Chirac ; ministre d'État, ministre de l'Écologie, de l'Énergie, du Développement durable et de la Mer dans le gouvernement Fillon, sous la présidence de Nicolas Sarkozy
- Jean-René Lecerf (1951-), sénateur du Nord, né à Valenciennes, président du conseil départemental du Nord
- Valérie Létard (1962-), secrétaire d'état dans le gouvernement Fillon II sous la présidence de Nicolas Sarkozy ; ancienne Sénatrice
- Frédéric Nihous (1967-) candidat à l'élection présidentielle de 2007
- Dominique Sopo (1976-), président national de SOS Racisme entre 2003 et 2012
- Gérald Darmanin (1982-), ancien maire de Tourcoing, Ministre de l’Action et des Comptes publics dans le gouvernement d'Édouard Philippe.
- Éric Dupond-Moretti avocat ministre de la justice, ancien élève du lycée Notre Dame de Valenciennes.
- Dominique Riquet : maire de Valenciennes. Ancien premier adjoint de la mairie.
- Jean-Marie Desfossez : ancien socialiste (tête de liste opposant à Jean-Louis Borloo) chargé des questions liées au logement social à la mairie de Valenciennes.

## Militaires, résistants
- Louis Thomas Senneton de Chermont (1727-1793), général de brigade de la Révolution française, mort à Valenciennes.
- Toussaint-Joseph de Lardemelle (1734-1806), maréchal de camp en 1792.
- Charles François Joseph Dugua (1744-1802), général de la Révolution et du Consulat.
- Adrien Joseph Saudeur (1764-1813), général de brigade de la Révolution et de l'Empire.
- Hyacinthe François Joseph Despinoy (1764-1848), général de brigade de la Révolution et de l'Empire.
- Pierre François Gabriel Ronzier (1764-1814), général de division de la Révolution et de l'Empire, tombé au champ d'honneur.
- Henri Catherine Balthazard Vincent (1775-1844), général de division du Premier Empire.
- Charles Louis Joseph Olivier Guéhéneuc (1783-1849), général de division du Premier Empire (nom gravé sous l'Arc de triomphe, 32e colonne).
- Charles Nungesser (1892-1927), as de l'aviation française pendant la Première Guerre mondiale, bien que né à Paris, a passé son enfance à Valenciennes, ville dont sa mère, Laure Prignet, est originaire[1].
- Edmond Marin la Meslée (1912-1945), aviateur, as des as de la campagne de France.
- Paul Tripier (1921-1944), Compagnon de la Libération.
- Arthur Smet (1932-), sous-officier, reporter-photographe de guerre  pendant la Guerre d'Algérie.

## Religieux
- Marguerite Porete (1250-1310), mystique
- Pierre Maillart (1550-1622), musicologue, chanoine et chantre de Tournai
- Antoine de Haynin (1555-1626), évêque d'Ypres.
- Philippe d'Outreman (1585-1652), prêtre jésuite, pédagogue et écrivain.
- Françoise Badar (1624-1677), qui a introduit l'art de la dentelle à Valenciennes et fondé un ordre religieux : les badariennes (anciennement "Filles de la Sainte-Famille")
- Les Ursulines, guillotinées sous la Révolution française; elles seront béatifiées par le pape Benoît XV : Cordule Barré, Ursule Bourla, Augustine Déjardin, Marie-Louise Ducré, Anne-Marie Erraux, Françoise Lacroix, Scholastique Leroux, Clotilde Paillot, Laurentine Prin et Nathalie Vanot.
- Ernest Lelièvre (1826-1889), prêtre, fondateur des Petites Sœurs des Pauvres.
- Charles Thellier de Poncheville (1875-1956), chanoine, conférencier réputé.

## Scientifiques, ingénieurs
- Alfred Giard (1846-1908), zoologiste, homme politique
- André Tesson (-1954), aviateur français

## Économistes et financiers
- Louis Dupont (1795-1872), banquier, fondateur de la Banque Dupont (qui fusionna ultérieurement avec la Banque Scalbert de Lille), maire adjoint de Valenciennes.

## Industriels et entrepreneurs
- François Louis Dorez (1700-1739), faïencier à Valenciennes, fils de Barthélémy Dorez.
- Jules Marmottan (1829-1883), avocat, président des Mines de Bruay-en-Artois, collectionneur d'art.

## Éditeurs, écrivains et universitaires
- Le chroniqueur Jean Froissart (1333-1404)
- L'historien Henri d'Oultreman (1546-1605), historien de la cité.
- Le prévôt et historiographe Simon Le Boucq (1591-1657), auteur d'une Histoire ecclésiastique de la ville
- Madame d'Épinay (1726-1783), femme de lettres
- Léon Dumont (1837-1877), philosophe
- Maurice Hainaut, archiviste de la ville
- Arthur Dinaut, archiviste de la ville
- André Mabille de Poncheville
- Dom Caffiaux, bénédictin de la congrégation de Saint-Maur, historiographe, on lui doit notamment un dictionnaire d'Ancien Français.
- Henri Lemaître (1881-1946), archiviste et historien.
- Jacques Meyer (1895-1987), homme de lettres, de presse et de radio.
- Jean Cailluyer (1914-1986), professeur d'histoire.
- Jean Dauby (1919-1997), journaliste, écrivain et éditeur des histoires de Cafougnette inventées par le Denaisien Jules Mousseron.
- Philippe Guignet (1948-), universitaire, historien moderniste, directeur de la Revue du Nord.
- Jean-Claude Poinsignon (1947-), journaliste, historien de l'art, écrivain
- Grégoire Delacourt (1960-). Écrivain, auteur notamment de La liste de mes envies qui se situe à Arras et de Danser au bord de l'abîme dont l'action se déroule à Lille et au Touquet.
- Olier (1966-), de son vrai nom Olivier Gilleron, scénariste et dessinateur de bandes dessinées, créateur du personnage "Biloute" et coauteur avec Marko des "Gaudillots". Natif de Maing, il a été scolarisé à Valenciennes.
- Benjamin Berton (1974-), écrivain.

- André Passebecq (1920-2010), naturopathe, essayiste.

## Architectes
- Aubert Parent (1753-1835) et ses deux fils, Henri (1819-1895) et Clément (1823-1884), également architectes
- Jean-Baptiste Bernard (1801-1856)
- Casimir-Joseph Pétiaux (1807-1883)
- Louis Dutouquet (1821-1903)
- Edmond Guillaume (1826-1894)
- Émile Dusart (1827-1900)
- Constant Moyaux (1835-1911)
- Jules Batigny (1838-1909)
- Paul Dusart (1865-1933)
- Laurent Fortier (1867-1923)
- Henri Sirot (1868-1951)
- Henri Armbruster (1868-1959)
- Georges Forest (1881-1932)
- René Mirland (1884-1915)

## Peintres
- Robert Campin (1375-1442)
- Simon Marmion  (-1489), peintre et enlumineur
- Hubert Cailleau (1544-1577), enlumineur
- Théodore de Sany (1599-1658), peintre et carillonneur
- Antoine Watteau (1684-1721), dont le musée de la ville conserve quatre toiles.
- Jean-Baptiste Pater (1695-1736)
- Charles Eisen (1720-1778), peintre et dessinateur
- Jacques-François Momal (1752-1832), peintre.
- Alexandre Denis Abel de Pujol (1785-1861)
- Émile François Dessain (1808-1882), peintre.
- Henri Harpignies (1819-1916), paysagiste et aquarelliste
- Henri Coroënne (1822-1909), peintre et dessinateur, élève d'Abel de Pujol et de François-Édouard Picot
- Jules Henri Cellier (1826-1901), peintre français
- Gustave Crauk (1827- 1905), peintre et sculpteur
- Auguste Désiré Saint-Quentin (1833-1906)
- Henry Pluchart (1835- 1898), peintre français
- Julien Déjardin (1857-1906)
- Eugène Chigot (1860-1923)
- Paul-Franz Namur (1877-1958)
- Charles Paris (1877-1968)
- Georges Hourriez (1878-1953)
- Lucien Jonas (1880-1947)
- Maurice Ruffin (1880-1966)
- Arthur Edmond Guillez (1885-1916)
- Paul Elie Gernez (1888-1948)
- Louis Cattiaux (1904-1953), peintre, philosophe et alchimiste
- Nelly Marez-Darley (1906-2001)
- Charles Bétrémieux (1919-1997)
- Pierre Bisiaux (1924-2005)

## Sculpteurs
- André Beauneveu (1330-1403)
- Jacques Saly (1717-1776)
- François-Joseph Duret (1729-1816)
- Nicolas Lecreux (1733-1798)
- Jean-Baptiste Cadet de Beaupré  (1758-1823)
- François Aimé Milhomme (1758-1823)
- Henri Lemaire (1789-1880)
- Gustave Crauk (1827-1905)
- Jean-Baptiste Carpeaux (1827-1875), peintre et sculpteur
- Ernest-Eugène Hiolle (1834-1886)
- Léon Fagel (1851-1913)
- Henri Désiré Gauquié (1858-1927)
- Corneille-Henri Theunissen (1863-1918)
- Félix Desruelles (1865-1943)
- Pierre-Victor Dautel (1873-1951)
- Élie Raset (1874-1956)
- Alphonse Camille Terroir (1875-1955)
- Aimé Blaise (1877-)
- Lucien Brasseur (1878-1960)
- Alfred Alphonse Bottiau (1889-1951)
- Albert Patrisse (1892-)
- Georges Thurotte (1905-)
- Henri Derycke (1928-1997), grand prix de Rome en 1952.

## Musiciens, danseurs
- Claude Lejeune (1525-1601), compositeur
- Jean de Macque (vers 1550 - 1614), compositeur
- Martin Berteau (1691-1771), violoncelliste et compositeur
- Jacques-Philippe Lamoninary (1707-1802), violoniste et compositeur
- Edmond Membrée (1820-1882), musicien
- Jules Delsart (1844-1900), violoncelliste
- Eugène Bozza (1905-1991), musicien, grand prix de Rome, directeur du conservatoire de Valenciennes de 1950 à 1975
- Gérard Hourbette (1953-2018), musicien, groupe Art Zoyd
- Thierry Zaboitzeff (1953-), musicien, groupe Art Zoyd
- Christophe Carlin (1966-), trompettiste de Marcel et son orchestre
- David Dewasmes (1978-), danseur
- Joë Christophe (1994-), clarinettiste

## Personnalités du cinéma, du théâtre et des médias
- Jean Mineur (1902-1985), publicitaire
- Jean Lefebvre (1919-2004), comédien
- Pierre Richard (1934-), comédien
- Michel Duchaussoy (1938-2012), comédien
- Jo Prestia (1960-), comédien
- Hélène Mannarino (1990-), journaliste et animatrice de télévision et de radio

## Sportifs
- Paul Voyeux (1884-1968), footballeur international
- Michel Bernard (1931-), athlète
- Jean Stablinski (1932-2007), cycliste
- Jo Prestia (1960-), kick boxeur
- Dominique Lefebvre (1961-), footballeur
- Cécile Nowak (1967-), judoka
- Christophe Cheval (1971-), athlète
- Jérémie Janot (1977-), footballeur
- Rudy Mater (1980-), footballeur
- Terence Parker (1984-), basketteur
- Julien Masson (1994-), footballeur